# Dreibergen (Bremerhaven)

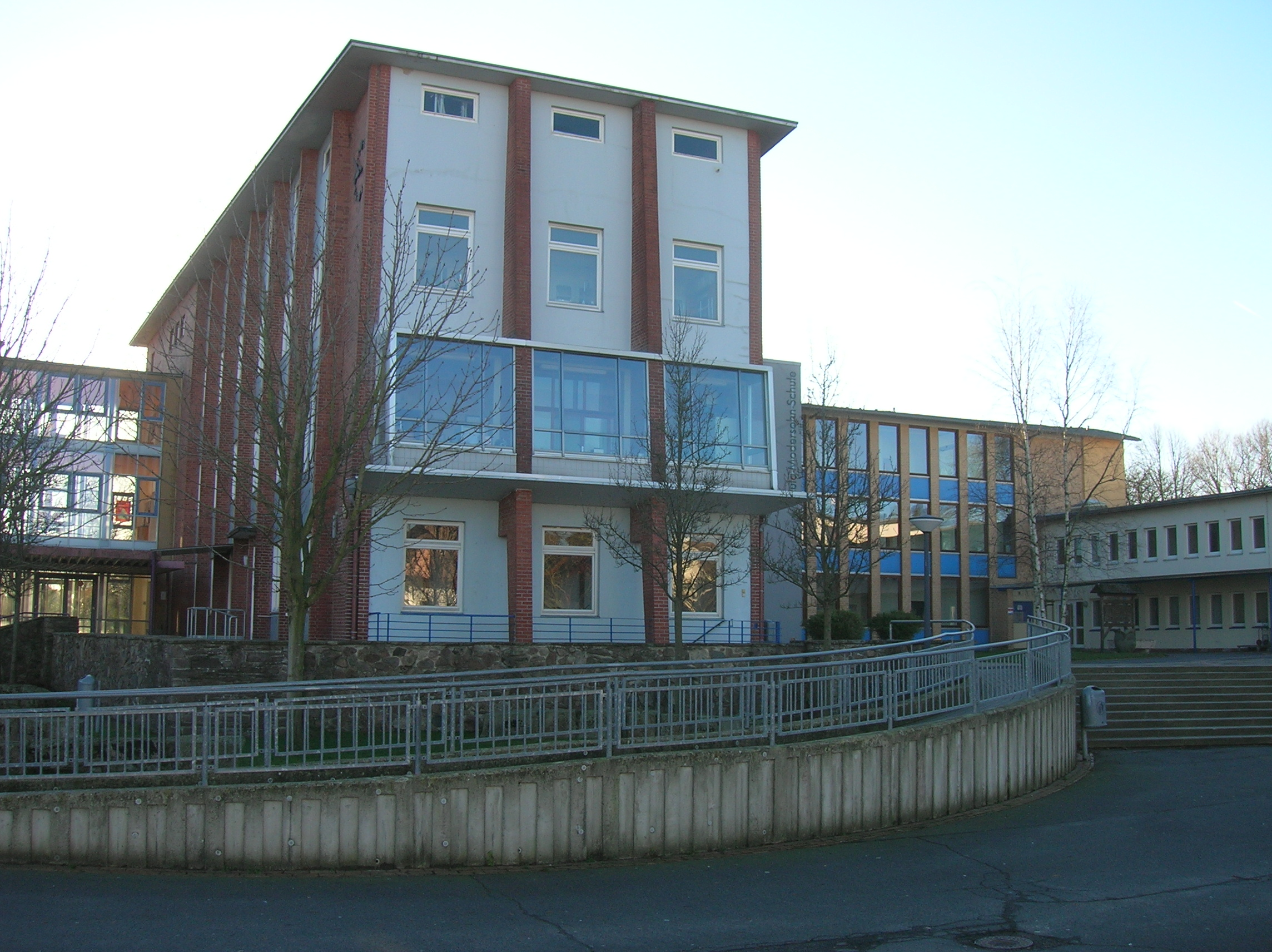
Paula-Modersohn-Schule; Die Paula

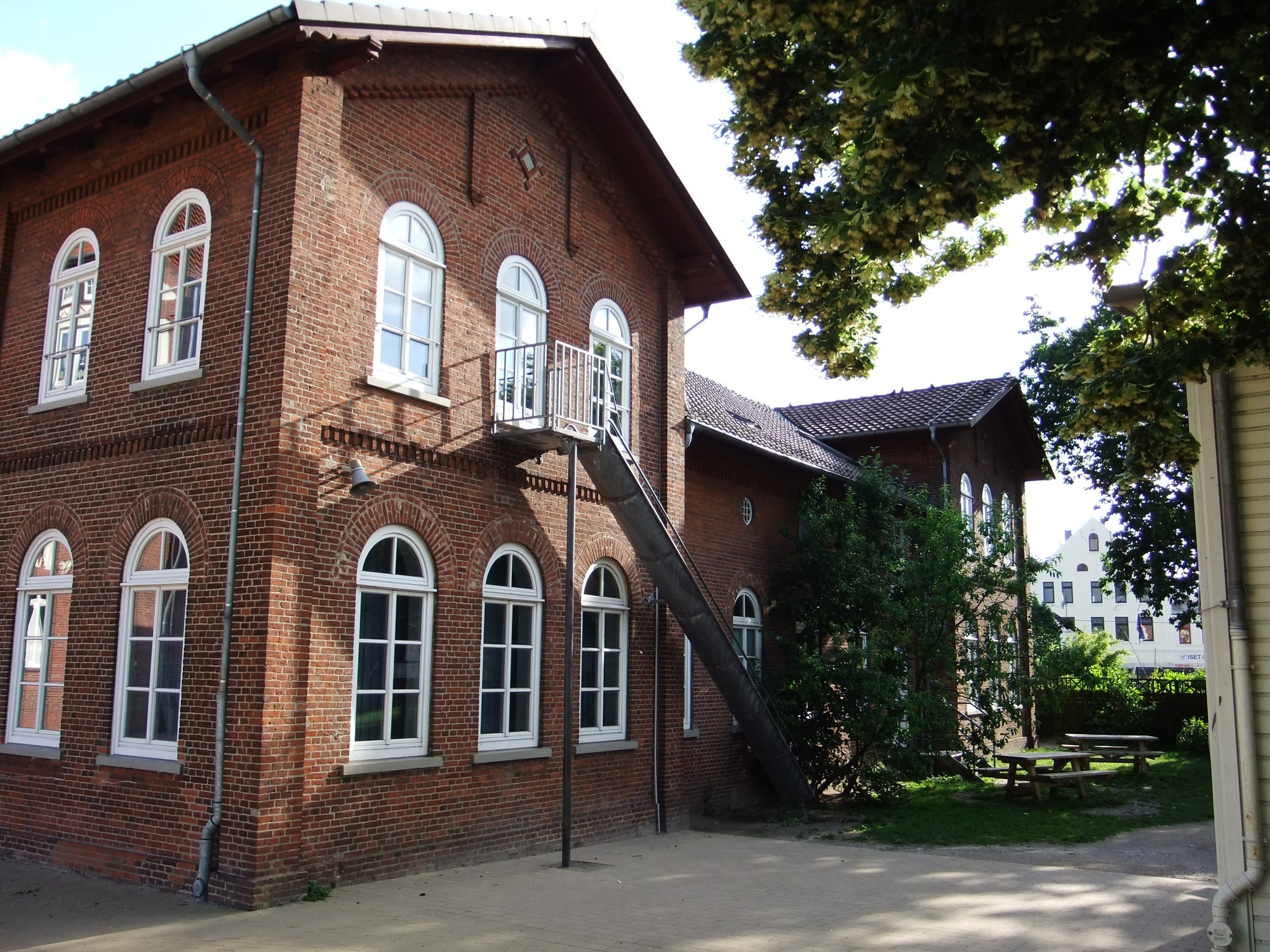
Altwulsdorfer Schule

Die Straße Dreibergen ist eine zentrale Erschließungsstraße in Bremerhaven, Stadtteil Wulsdorf, Ortsteil Dreibergen. Sie führt in Süd-Nord-Richtung von der Bremer Straße und Lindenallee bis zur Wulsdorfer Rampe und Daimlerstraße.
Dreibergen ist zudem ein Ortsteil im Norden von Wulsdorf mit einer Größe von 1,5 km² und um 5200 Einwohner.
Die Querstraßen und die Anschlussstraßen wurden oft nach Städten benannt, u. a. als Bremer Straße, Lindenallee nach dem Baum, Thunstraße nach der Flur Acker beim Thun, Sandfahrel (die Gegend hat Sandboden, fahrel = kleine Furche), Lützowstraße nach dem Generalmajor Ludwig Adolf Wilhelm von Lützow und seinem Freikorps, Osnabrücker Straße, Nettelbeckstraße nach dem Verteidiger Kolbergs Joachim Nettelbeck, Hamelner Straße, Hildesheimer Straße, Ringstraße, die um den Ortsteil in einem Halbring führt, Wulsdorfer Rampe zur Eisenbahnbrücke und Daimlerstraße nach dem Autokonstrukteur Gottlieb Daimler (1834–1900); ansonsten siehe beim Link zu den Straßen.

## Geschichte

### Name
Der Ortsteil und die Straße Dreibergen wurde benannt nach den drei Sandrücken zwischen dem Markfleet und dem Tal der Rohr. Der Sandrücken war früher höher und gehört zu einer Geestzunge in dem Geestrücken am Urstromtal der Weser. Hier befanden sich im 19./20. Jahrhundert eine Reihe von Sandgruben.

### Entwicklung
Wallestorpe wurde 1139 erstmals erwähnt. Das Haufendorf gehörte um 1500 zum Gerichtsbezirk Vieland. 1715 kam das Gebiet an das Kurfürstentum Braunschweig-Lüneburg, seit 1815 Königreich Hannover. 1850 wohnten die rund 600 Einwohner der Landgemeinde (1840) um die Kirche in zumeist reetgedeckten Häusern. Nach dem Bau der Weserhäfen wuchs der Stadtteil beträchtlich und 2017 hatte er 11.351 Einwohner. Im Bereich der Ringstraße/Krummenacker wurde in den 1950er Jahren von der Stäwog eine sehr einfache, dreigeschossige, um 2004 sanierte und teils abgerissene, Zeilenbebauung errichtet.
Im Ortsteil Dreibergen befindet sich der 9,3 ha große Bremerhavener Friedhof in Wulsdorf von 1871. Seit 2019 ist hier das Quartiersprojekt der Städtebauförderung „Die Mischung macht’s – Leben und arbeiten in Wulsdorf-Dreibergen“.

### Verkehr
Im Nahverkehr von BremerhavenBus tangiert die Straße die Linien 506 und ML an der Lindenallee sowie der ML an der Ringstraße. Seit dem 27. August 2020 wird die Straße mit der Linie 502 durchfahren.

## Gebäude und Anlagen
Die Straße hat überwiegend eine ein- bis zweigeschossige Bebauung in offener Bauweise.
Erwähnenswerte Gebäude und Anlagen
- Lindenallee Nr. 23: 1-gesch. Gebäude der Freiwilligen Feuerwehr Wulsdorf
- Brakhahnstraße Nr. 23: 2-gesch. Kindertagesstätte mit Spielplatz
- Dreibergen Nr. 21: 2- und 3-gesch. Neubau von um 1961 und weitere Gebäude der Paula-Modersohn-Schule (Die Paula), eine Oberschule
  - Stadtteiltreff Wulsdorf
- Hildesheimer Straße Nr. 9 Ecke Dreibergen: 1-gesch. neuere Neuapostolische Kirche
- Ecke Dreibergen/Thunstraße: 1944 Standort des Frauenlager Dreibergen mit 350 Ostarbeiterinnen
- Nachrichtlich:
  - Bremer Straße: Romanische, evangelische Dionysiuskirche als Feldsteinkirche und Wehrkirche aus dem 11. Jahrhundert, freistehender Glockenturm aus dem 15. Jh.[3]
  - Sandbredenstraße Nr. 11: 2- und 3-gesch., ziegelsichtige vierklassige Altwulsdorfer Schule von 1866 mit weiteren Gebäuden; heute eine Grundschule[4]